# Condado de Red Deer
El condado de Red Deer es un distrito municipal canadiense situado en la provincia de Alberta.

## Superficie
Red Deer tiene una superficie de 3919,25 km².

## Demografía
En 2021, tenía 19 933 habitantes, una densidad poblacional de 5,1 hab./km², y 8674 viviendas.